# NGC 7016
NGC 7016 је елиптична галаксија у сазвежђу Јарац која се налази на NGC листи објеката дубоког неба.
Деклинација објекта је - 25° 28' 7" а ректасцензија 21h 7m 16,2s. Привидна величина (магнитуда) објекта NGC 7016 износи 13,7 а фотографска магнитуда 14,7. NGC 7016 је још познат и под ознакама ESO 529-25, MCG -4-49-13, AM 2104-254, PRC C-58, PGC 66136.